# 원매 (청나라)

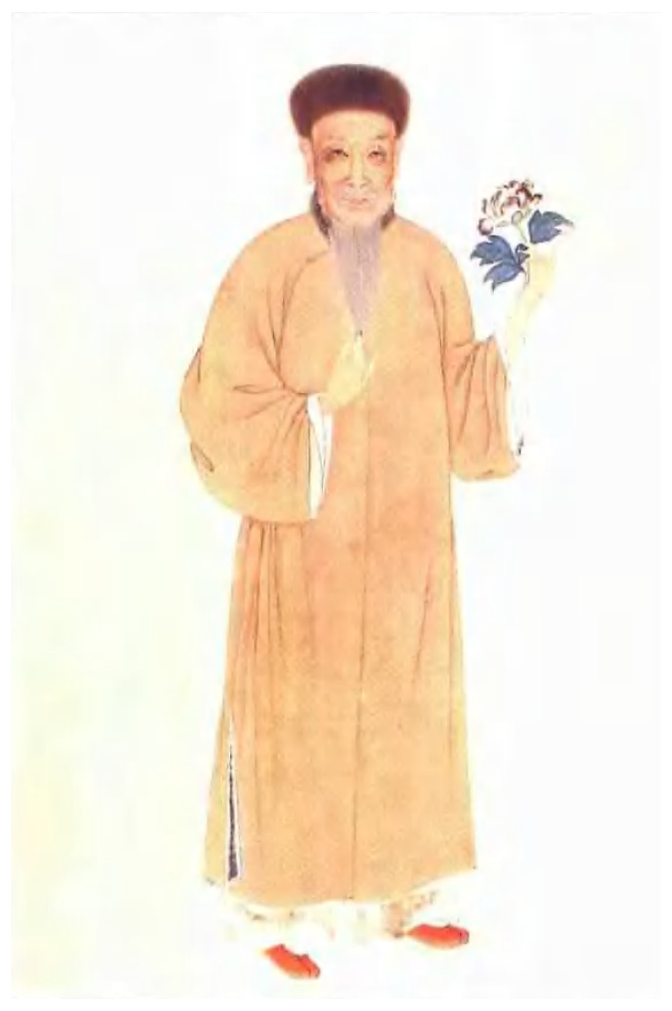

원매(袁枚, 1716년~1797년)는 청(淸) 중기의 문인이다. 자는 자재(子才), 호는 간재(簡齋), 또는 수원노인(隨園老人).

## 생애
저장성(浙江省) 첸탕(錢塘) 사람으로, 24세로 진사에 합격하여 한림원 서길사(翰林院庶吉士)가 되었으나 만주어 성적이 나빠 지방관으로 율수·장닝(江寧) 등의 지현(知縣)을 역임하였고, 37세에 사직하여 장닝현의 소창산(小倉山)에 수원(隨園)을 영위하여 매문(賣文)에 의해서 취미의 세계에 사는 문인생활로 들어갔다.
시는 고인(古人)의 모방을 배제하고 자연의 성정(性情)을 노래하는 성령설을 제창하였고, 또한 부인에게 시작(詩作)을 권장하여 제자의 작품집 <수원여제자시선(隨園女弟子詩選)>을 편집했다. 문은 변문을 특기로 했으며 고문·변문 공히 뛰어나서 기윤과 함께 '남원북기(南袁北紀)'라고 병칭되었다. 미식(美食)과 승경(勝景)을 찾아 각지를 유람하였고, 음식에 관해 쓴 <수원식단(隨園食單)>과 <유황산기(遊黃山記)> 등이 있다. 또한 귀신의 세계에 흥미를 나타내서 괴담집인 <자불어(子不語)>이 있으며 청년시대부터의 시문이 수록되어 있다. 시론으로서는 <수원시화(隨園詩話)>가 있다.

## 평가
원매는 조용히 은신하는 삶을 산 것이 아니라 ‘마음 가는 대로’ 자신이 좋아했던 것을 펼치고 살았던 이채로움을 가진 인물이었다. 일본의 중국 문학 연구자인 이나미 리쓰코(井波律子)는 ≪중국의 은자들≫[파주(坡州), 한길사, 2002]에서 그에 대해 “깊이 병든 데카당스와 감추어진 가능성에 대한 과감한 도전, 평생 이 양극단을 오간 원매는 중국의 수많은 은자들 중에서도 유난히 스케일이 크고 일종의 요기를 발산하는 괴물 은자”라고 평가한 바 있다. 그의 평을 통해서 우리는 원매라는 인간이 가진 이채로움을 충분히 실감할 수 있다. 그는 두 가지를 축으로 원매의 인생을 갈무리하고 있다. 우선 깊이 병든 데카당스는 원매가 호화로운 원림, 곧 수원(隨園)에서 거듭 만찬을 열어 강남 명사들과 교류하고 수많은 첩을 거느리며 호사스러운 생활을 했던 것, 그리고 전통 사회에서 서른 명이 넘는 여제자를 두었던 것과 여색뿐만 아니라 남색 또한 즐기며 화려한 애정 행각을 벌였던 그의 인생을 함축하는 것일 테다. 사실 이나미 리쓰코는 양극단의 또 다른 축으로 감추어진 가능성에 대한 과감한 도전을 거론하지만, 깊이 병든 데카당스에는 어느 때건 또 다른 탈주를 감행할 무궁한 가능성이 잠재하고 있는 것이 아닌가? 그렇다면 원매의 당시 전통에 대한 부정, 사회적 금기에 대한 거부의 정서는 그런 점에서 그의 과감한 도전이면서 동시에 데카당스로 간주될 수 있는, 역시 원매를 구성하는 질료들이다. 18세기 중국 사회에서 원매는 어느 쪽으로건 쉽게 계열화될 수 없는 인물이었다.
- ≪원매 산문집≫, 백광준 역, 2009년, 지만지, ISBN 978-89-6228-265-8